# ホンダ・MT50
MT50（エムティ50）は、本田技研工業がかつて製造販売していたオートバイである。

## 概要
型式名AD01。若年層向けとした排気量49ccの原動機付自転車であり、サスペンションストロークを大きく取った本格オフロードバイクの外観を持ち、市街地から不整地まで幅広い範囲での走行を可能としたデュアルパーパス・モデルである。

## 車両解説
1979年4月に先行発売されていたMB50用空冷2ストローク単気筒一軸バランサー内蔵エンジンをベースに出力特性をやや低回転寄りにして中低速トルクを増強したことから最高出力はMB50の7.0psから6.5psへダウンした。
フレームはMB50同様のX型バックボーンである。
サスペンションは前輪がテレスコピック、後輪がスイングアームと一般的であるが、ストロークが前130mm・後120mmと当時の原付きバイクとしてはかなり長く、タイヤサイズも前2.50-19・後3.00-16それまでの同クラス他車より大径である。このため本モデル以前の50ccクラスオフロード車とは一線を画す大型車体となった。

## 遍歴
1979年6月20日発表 同月27日発売
標準現金価格は136,000円に、輸出を含む生産計画は62,000台/年に設定。
数度のマイナーチェンジが実施されたが、1982年3月にリヤサスペンションモノショック化などの変更を実施したMTX50へフルモデルチェンジされる形で製造販売が終了。